# Jul
Jul (ang. Yule, Yuletide) – święto zimowe, kojarzone z przesileniem zimowym, obchodzone w północnej Europie od czasów starożytnych. Jego data została ustanowiona przez Haakona I Dobrego w sposób pokrywający się z wcześniej przyjęta datą chrześcijańskich świąt Bożego Narodzenia. Domniemane tradycje Jul obejmują przystrajanie jodły, kładzenie w palenisku odpowiednio przygotowanej kłody drewna, wieszanie w domostwach jemioły i ostrokrzewu, rozdawanie prezentów oraz ogólnie rozumiane świętowanie.
W czasach przedchrześcijańskich germańskie plemiona pogańskie świętowały Jul od późnego grudnia do wczesnego stycznia, ustalając czas świętowania wg kalendarza księżycowego. Podczas procesu chrystianizacji, po przyjęciu kalendarza juliańskiego czas rozpoczęcia święta Jul ustalono na 25 grudnia, by odpowiadało ono świętu obchodzonemu przez chrześcijan, zwanemu Bożym Narodzeniem. Z tych powodów, terminy „Jul” i „Boże Narodzenie” często używane są zamiennie, szczególnie w kolędach, np. Jul, jul, strålande jul.
W Danii, Norwegii i Szwecji na określenie święta używa się powszechnie słowa jul, również w środowiskach chrześcijańskich. W niektórych kulturach kulminacyjnym punktem obchodu świąt jest dzień 24 grudnia – wtedy to dzieci otrzymują prezenty, przynoszone przez postać przypominającą Świętego Mikołaja, który w Danii nosi nazwę „julemanden”, w Norwegii „julenissen”, a w Szwecji „jultomten”. W Finlandii święto nazywa się „joulu”, w Estonii „jõulud”, a w Islandii i na Wyspach Owczych „jól”.
Jul jest wydarzeniem ważnym dla germańskich neopogan. Wyznawcy religii Wicca i szereg środowisk świeckich obchodzą święto jako dzień przesilenia zimowego, przypadającego na półkuli północnej 21 lub 22 grudnia, a na półkuli południowej – 20 lub 21 czerwca.

## Etymologia
Jednym z powszechnie wymienianych przodków nazwy „Jul” jest słowo „hjól” pochodzące z języka staronordyjskiego. Słowo to oznacza „koło”, identyfikując chwilę, gdy koło roku znajduje się w najniższym położeniu, gotowe do ponownego wzniesienia się.
Ta teoria jednak wydaje się opierać bardziej na podobieństwie słów „jul” i „hjul” (wymawianego we współczesnych językach skandynawskich z niemym „h”) niż na związku między pokrewnymi słowami czy źródłami historycznymi. Językoznawcy sugerują, że słowo „Jól” przedostało się do języków germańskich z języka praindoeuropejskiego i zostało zapożyczone do języka staroangielskiego z języka staronordyjskiego. Możliwy jest również bezpośredni wywód tego słowa z języka pragermańskiego. Biorąc pod uwagę oryginalną staroangielską wersje słowa – „Geohhol” – możliwe jest połączenie wyrazu z łacińskim „jocus”, lecz połączenie to nie jest jednoznaczne.
W skandynawskich językach germańskich słowo „Jul” oznacza zarówno „Jul”, jak i „Boże Narodzenie”. Czasami określa się nim również inne święta obchodzone w grudniu, jak na przykład „jødisk jul” czy „judisk jul” („Żydowski Jul” dla oznaczenia święta Chanuki). Słowo „jul” zostało również zapożyczone przez sąsiednie języki, przede wszystkim przez język fiński i estoński (przy czym należy zauważyć, że języki te nie wywodzą się z języków germańskich), gdzie odpowiednio przybrało formy „joulu” i „jõul” i oznacza „Boże Narodzenie” we współczesnym tego słowa znaczeniu. W języku staroangielskim słowo „geóla” pierwotnie odnosiło się do miesiąca grudnia; starożytny kalendarz anglosaski zawierał dwa „przypływy” po 60 dni każdy (z czego jeden, „Litha Tide”, odpowiadał czerwcowi i lipcowi, a drugi, a „Giuli Tide” grudniowi i styczniowi, pozostałe miesiące roku były ustalane na podstawie faz księżyca i miały po 29 dni). Nowy Rok zaczynał się w połowie zimowego „przypływu”, w czasie znanym jako „Wilfmonath”. Dwanaście dni, wstawionych między dwie połówki – miesiące, „monaths” – przerodziło się w dwanaście dni okresu Bożego Narodzenia. Definicja Bożego Narodzenia w języku angielskim zawęziła się później do samego dnia świątecznego, szczególnie po przyjęciu kalendarza pochodzenia łacińskiego, dzięki Normanom.

## Starożytny Jul
Święto Jul obchodzone podczas przesilenia zimowego pojawiło się przed przyjęciem chrześcijaństwa. Przed tym okresem nazwa święta oznaczała ucztę wydawaną dla uczczenia zimowej nocy 12 stycznia, jak to opisuje norweski historyk Olaf Bø. Mimo że w sagach islandzkich odwołania do Jul są częste, niewiele wiadomo na temat obchodzenia tego dnia w Islandii. Na pewno wiadomo jednak, że był to czas ucztowania. Według Adama z Bremy, szwedzcy królowie co dziewięć lat składali w świątyni w Uppsali ofiarę z niewolnika, jako część święta Jul. Święto pełne tańca praktykowano w Islandii przez całe średniowiecze, lecz jego egzystencja nie była mile widziana po nadejściu ery reformacji. Echo zwyczaju rytualnego uboju knura odnaleźć można współcześnie między innymi w tradycji podawania świątecznej szynki oraz w słowach śpiewanej do dziś piętnastowiecznej „Kolędy o głowie dzika” (ang. The Boar’s Head Carol).
Podczas wigilii Jul, najlepszy dzik z zagrody przyprowadzany był do sali, gdzie zebrane towarzystwo kładło na zwierzęciu swoje ręce, składając przysięgi, których nie wolno było złamać. Usłyszane przez knura prośby – jak wierzono – docierały do uszu samego Freyra. Po złożeniu przysiąg, knur był składany w ofierze w imię Freyra, po czym rozpoczynała się uczta, podczas której jedzono mięso zabitego zwierzęcia. Najlepiej rozpoznawalną pozostałością po uczcie z poświęconego w ten sposób zwierzęcia – tradycyjnej części Jul – jest podawanie głowy knura podczas Bożego Narodzenia.
Według średniowiecznego anglosaskiego uczonego, Bedy Czcigodnego, misjonarze chrześcijańscy, wysyłani do nawracania germańskich ludów północnej Europy mieli za zadanie otoczyć istniejące obrzędy pogańskie symboliką chrześcijańską, by pozwalając lokalnym plemionom na zachowanie części swojej tradycji, ułatwić jej przyjęcie chrześcijaństwa. W ten sposób Boże Narodzenie powstało z połączenia historii o narodzinach Jezusa z Nazaretu – centralnej postaci chrześcijaństwa – z istniejącymi w północnej Europie tradycjami Jul. W podobny sposób doszło do powstania współczesnych wersji Wielkanocy, Halloween czy Dnia Wszystkich Świętych – w tych przypadkach również schrystianizowano zwyczaje pogan.
Bractwa rzemieślnicze IX wieku, które w średniowieczu przekształciły się w gildie, potępiane były przez kler za „zaklinanie” podczas składania przysiąg o wzajemnej pomocy w nadchodzących przeciwnościach losu oraz w prowadzeniu interesów. Okazjami do ich składania były coroczne bankiety, odbywające się 26 grudnia.
„święto pogańskiego boga o imieniu Jul, kiedy możliwe było kontaktowanie się z duchami zmarłych czy też z demonami, które wróciły na powierzchnię ziemi... Wielu duchownych potępiało prowadzone podczas takich spotkań przyzywania, uważając je nie tylko za zagrożenie bezpieczeństwa publicznego, lecz, co w ich rozumieniu było występkiem o wiele cięższym, za praktyki szatańskie i niemoralne. Arcybiskup Hincmar przeprowadził w roku 858 nieudaną próbę ich chrystianizacji.”

## Współczesne tradycje Jul
Wiele symboli i motywów utożsamianych ze współcześnie obchodzonym Bożym Narodzeniem wywodzi się z tradycyjnych pogańskich obrządków północnoeuropejskiego święta Jul. Palenie tradycyjnej kłody drewna, strojenie choinki, serwowanie szynki, wieszanie gałęzi ostrokrzewu, jemioły itd. to uwarunkowane historycznie praktyki wywodzące się od Jul. Po rozpoczęciu procesu chrystianizacji plemion germańskich misjonarze uznali, że rozpowszechnianie wiary będzie łatwiejsze, gdy poddane zostaną reinterpretacji tradycyjne pogańskie obrzędy, takie jak Jul, oraz gdy pozostawi się te obrzędy w większości niezmienione. O wiele trudniejsza byłaby konfrontacja nowych wierzeń z istniejącymi i wyplenianie dotychczasowych zwyczajów. Skandynawska tradycja zabijania w czasie Bożego Narodzenia knura, która w wersji współczesnej przeistoczyła się w podawanie na stół świątecznej szynki, wydaje się tego istotnym dowodem. Tradycja najprawdopodobniej wyrosła ze zwyczaju składania w ofierze bogu Freyrowi podczas święta Jul knura. Halloween, czy część zwyczajów wielkanocnych, również zostały włączone do współczesnego repertuaru zwyczajów jako pochodne świąt pogan północnej Europy.
Anglosaski historyk Beda Czcigodny w swym dziele Historia ecclesiastica gentis Anglorum cytuje list Papieża Grzegorza I skierowany do Mellita, który w owym czasie podróżował do Anglii, by prowadzić działalność misyjną między anglosaskimi poganami. Papież Grzegorz sugerował, że nawracanie będzie szło sprawniej, jeśli pozwoli się poganom na zachowanie zewnętrznych oznak tradycji i praktyk, kierując je za to do Boga chrześcijan, nie zaś do pogańskich „diabłów”: „na koniec – skoro poczynimy im pewne ustępstwa, tym łatwiej zgodzą się na wewnętrzne pocieszenie dzięki łasce Pana.”

### Finlandia

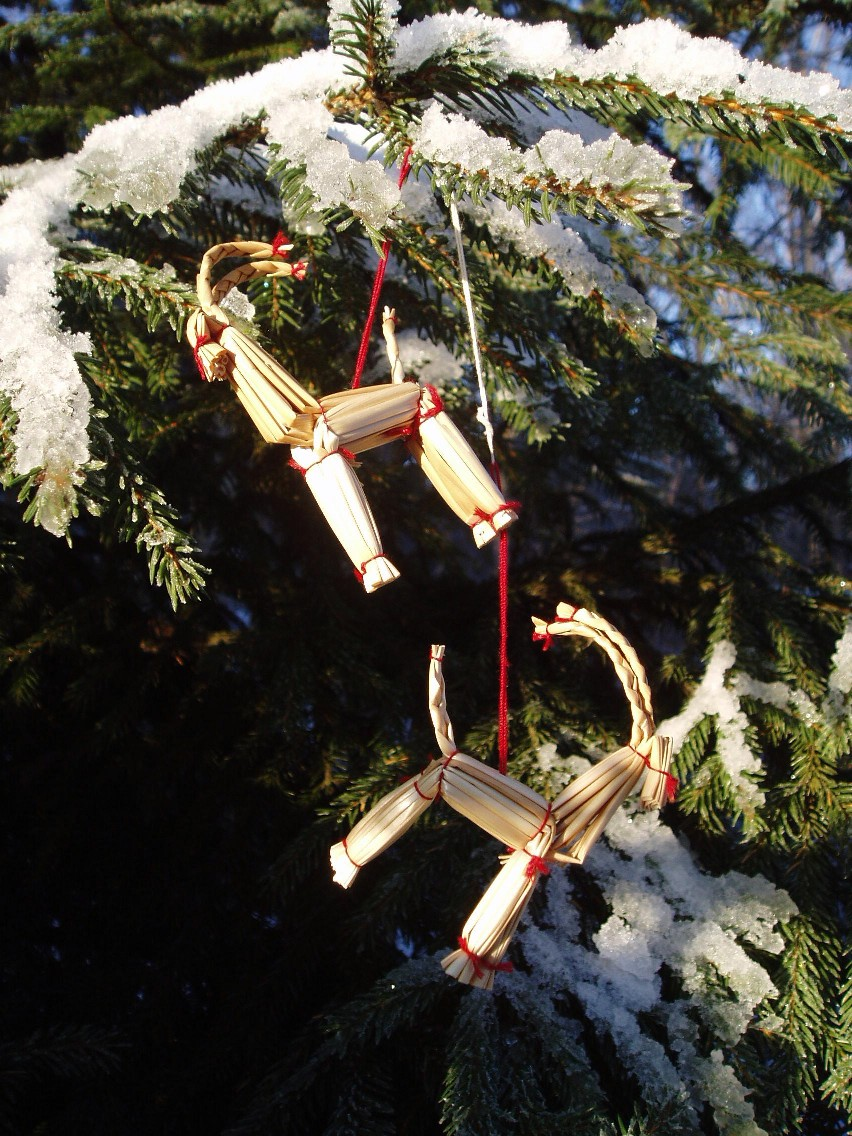
Koza Jul – skandynawski symbol bożonarodzeniowy

W przededniu fińskiego święta „Joulu” dzieci odwiedza „Joulupukki” – postać podobna do Świętego Mikołaja. Imię tej postaci w wolnym tłumaczeniu to „Koza Jul”, co najprawdopodobniej wywodzi się ze starofińskiej tradycji, gdzie ubrani w kozie skóry ludzie zwani „nuuttipukki” krążyli od domostwa do domostwa po zakończeniu święta Joulu, dojadając pozostawione po święcie jedzenie. Warsztat Joulupukki nie znajduje się na biegunie północnym, ani na Grenlandii, lecz w miejscowości leżącej w fińskiej prowincji Laponia – Korvatunturi. Joulupukki nie dostaje się do domów przez komin, lecz puka do drzwi wejściowych w trakcie Wigilii, która w Finlandii nazywa się „Jouluaatto”. Pierwsze jego słowa po wejściu to najczęściej „Onkos täällä kilttejä lapsia?” („Czy tu są jakieś grzeczne dzieci?”). Prezenty rozdaje się, po czym są one natychmiast otwierane. Odwiedzający najczęściej ubrany jest w czerwone ciepłe odzienie, często podpiera się też drewnianą laską. Odwiedza domostwa jadąc saniami ciągnionymi przez zaprzęg reniferów. Jest żonaty z Joulumuori (Matką Jul). Typowe potrawy serwowane podczas wieczerzy święta Jul to szynka, zapiekanki z warzyw o jadalnych korzeniach, sałatka z buraków, pierniki i placki śliwkowe w kształcie gwiazd. Inne tradycje o korzeniach niechrześcijańskich to przystrajanie choinki czy wizyty w saunie.

### Norwegia
Głównym wydarzeniem święta „Jul” dla Norwegów jest dzień „Julaften”, który przypada 24 grudnia. Wtedy odbywa się główna uczta święta, rozdawane są też prezenty. Prawie wszystkie browary Norwegii produkują na tę okazję piwo o nazwie „juleøl”, jak też napój gazowany zwany „julebrus”. Tradycyjne dania serwowane są też podczas „Julebord” – spotkań współpracowników, organizowanych na początku grudnia, podczas których wspólnie ucztuje się i spożywa napoje alkoholowe. Na przyjęcie w domu jego gospodyni powinna upiec co najmniej siedem rodzajów tradycyjnych ciasteczek – „julekaker”. Istnieje również tradycja o nazwie „Julebukk” lub „Nyttårsbukk”, w myśl której dzieci odwiedzają sąsiednie domy, w których dostają słodycze, orzechy i mandarynki. Dzieci mogą przebierać się i krążyć między domami każdego dnia między „Julaften” a Sylwestrem. Dorośli również przebierają się wieczorem i w myśl tradycji o nazwie „Drammebukk” odwiedzają sąsiadów, tak jak robią to ich dzieci, lecz zamiast cukierków otrzymując napoje.

### Dania

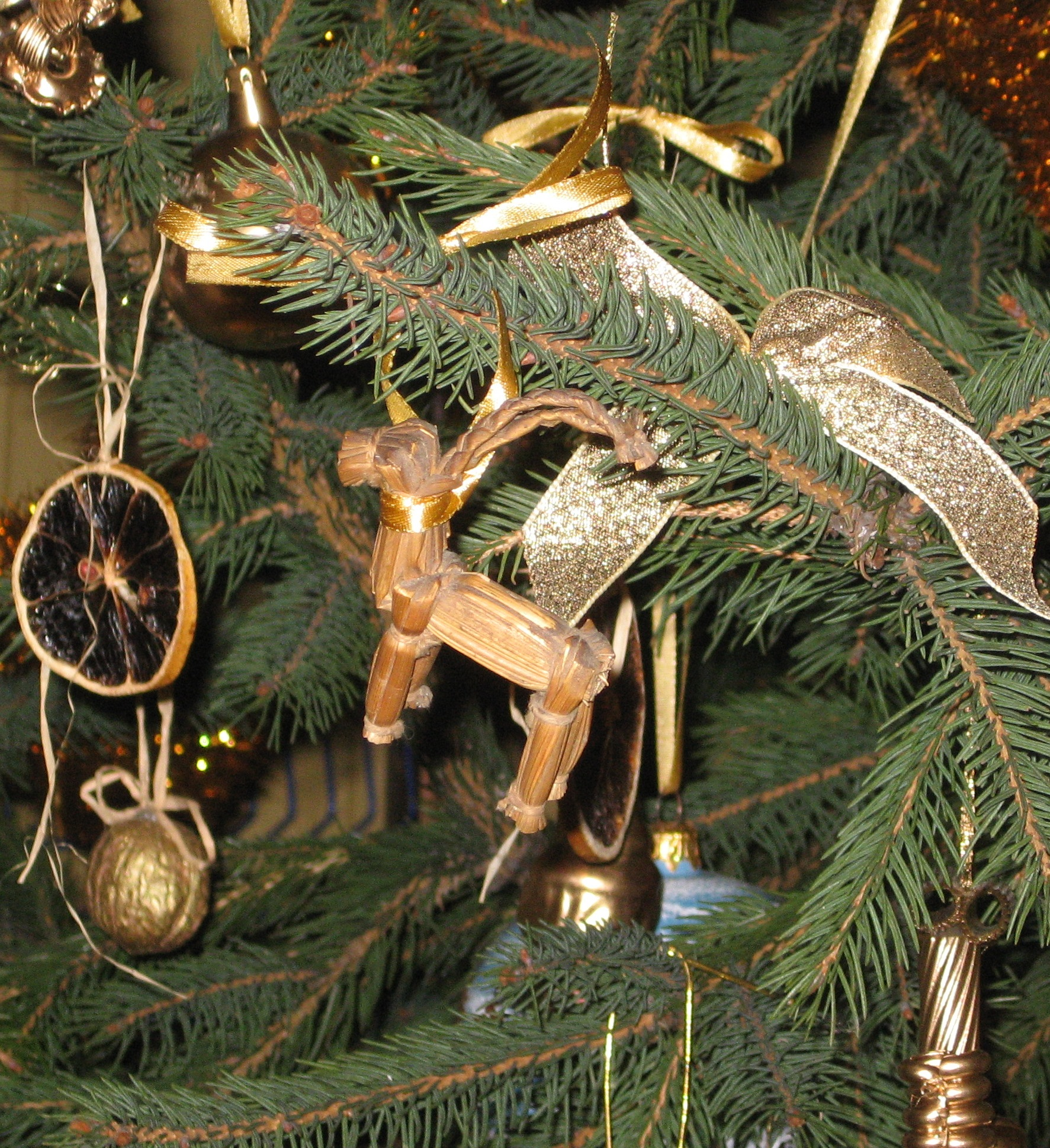

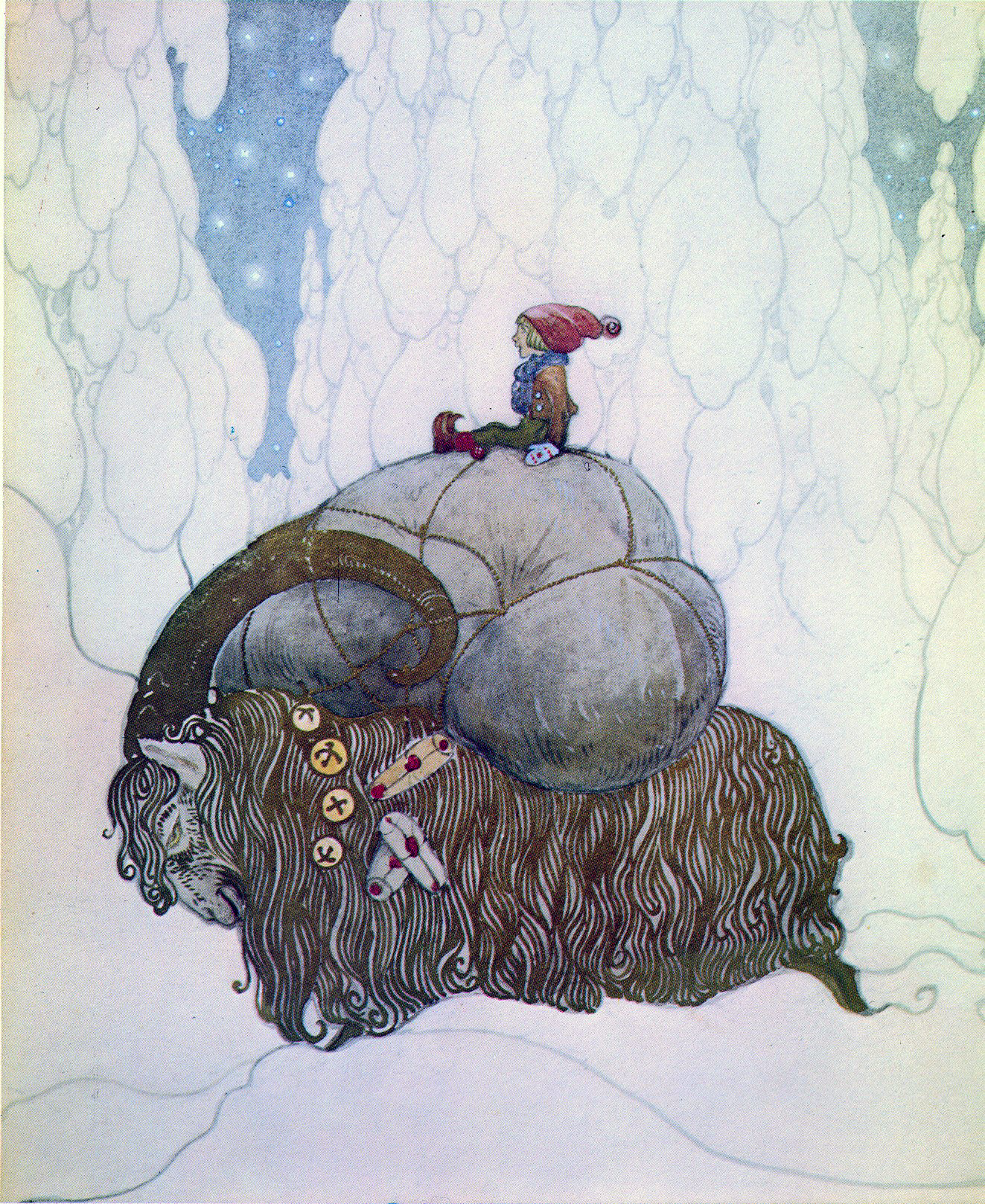
Koza Jul – ilustracja Johna Bauera z 1912 roku

W Danii „Jul” obchodzony jest 24 grudnia pod nazwą „Juleaftensdag”. Całą rodzina zbiera się przy obiedzie, podczas którego serwuje się pieczoną wieprzowinę, kaczkę, lub gęś – z ziemniakami, czerwoną kapustą i sosem. Na deser podaje się pudding ryżowy – w jednej porcji zwykle chowa się migdał. Osoba, która znajdzie w swojej porcji ów migdał, otrzymuje mały podarunek. Po zakończeniu posiłku, rodzina zbiera się naokoło choinki („Juletræ”) i śpiewa kolędy. Po zakończeniu śpiewów dzieci rozdają wszystkim zebranym prezenty, które są otwierane od razu, po czym następuje poczęstunek złożony ze słodyczy, chrupek, rozmaitych orzechów, mandarynek, czasami też tradycyjnego „gløgg” – grzanego wina z przyprawami, migdałami i rodzynkami, podawanego w małych filiżankach.

### Szwecja

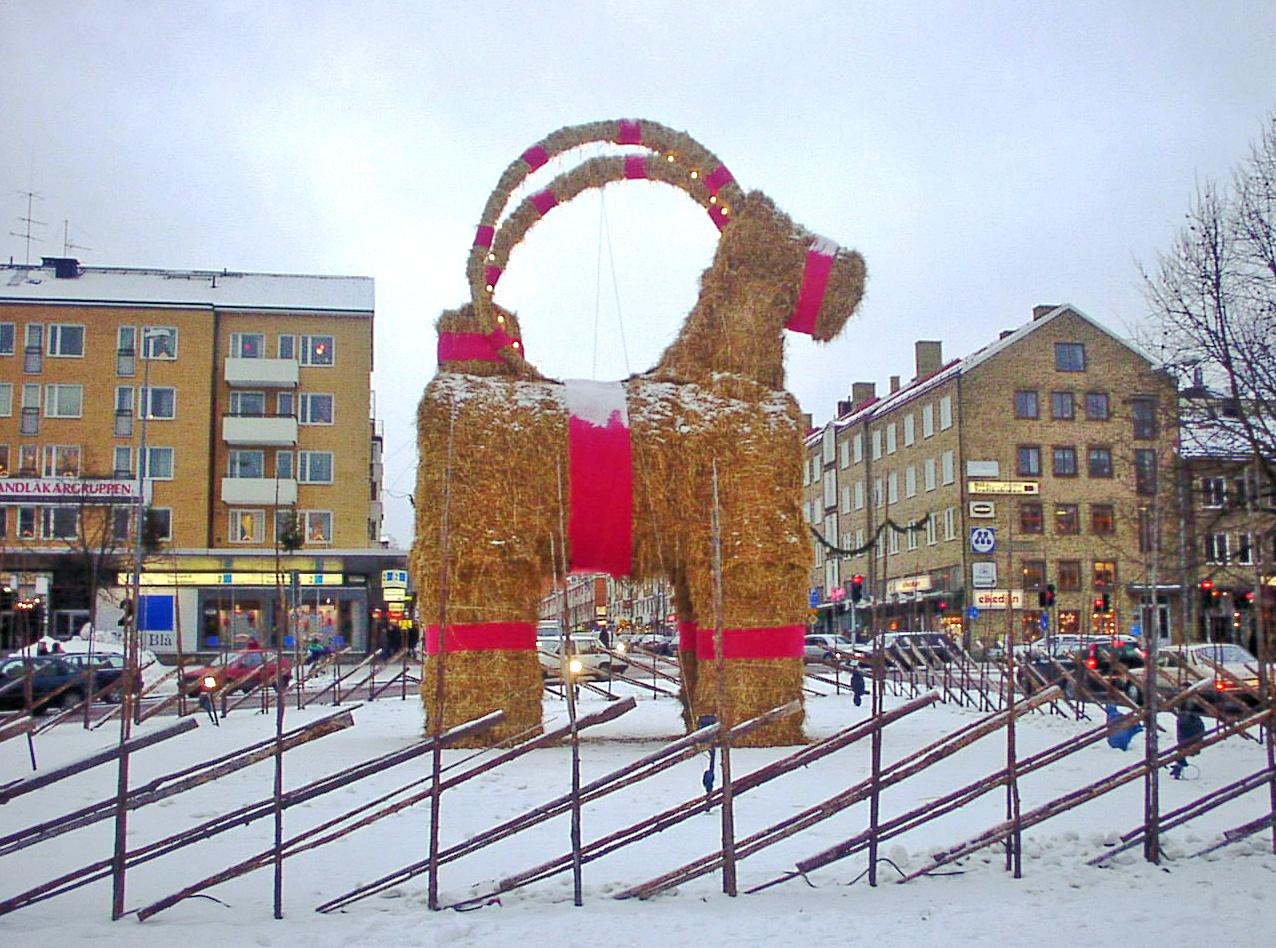
Julbock w szwedzkim mieście Gävle

Podobnie jak w innych krajach północnej Europy, prezenty w dzień „julafton” (Wigilię, 24 grudnia – dzień ten uważany jest za główny dzień święta „Jul”) przynosi Jultomten. Wielu Szwedów ogląda w ten dzień składankę filmów Walta Disneya, „Kalle Anka och hans vänner” („Kaczor Donald i przyjaciele”). Prawie wszystkie szwedzkie rodziny świętują przy szwedzkim stole, na którego środku miejsce zajmuje zwykle pieczona szynka – „julskinka”. Na stole zwykle stoi też piwo, „julmust” (bezalkoholowa alternatywa piwa) lub mocniejszy alkohol. Serwowane dania różnią się w zależności od rejonu Szwecji. W tygodniach poprzedzających Boże Narodzenie firmy najczęściej zapraszają swoich pracowników na tradycyjny obiad świąteczny („julbord”), a mieszkańcy Szwecji odwiedzają restauracje, zapraszając innych na podobne obiady. Szwedzi często piją przy takich okazjach grzane wino („glögg”), podobnie jak pozostali Skandynawowie. Po spożyciu posiłku rozdaje się prezenty – robi to Jultomten lub jeden z członków rodziny, wyciągając je zwykle z worka lub spod choinki, gdzie podarunki spoczywały przez cały dzień lub nawet wcześniej. W dawnych czasach zamiast Jultomtena prezenty rozdawał „julbock” – postać przypominająca kozła, która w czasach współczesnych stanowi dekorację święta, mającą od 10 centymetrów wielkości do rozmiarów przedstawionych na zdjęciu. Następnego ranka część Szwedów idzie na tradycyjną mszę – „julotta”.

### Ameryka, Australia i inne miejsca emigracji Skandynawów
Ważnymi datami są:
- 13 grudnia – Dzień Świętej Łucji, podczas którego według tradycji należy spożyć śniadanie z bułeczek szafranowych oraz kawy, po czym możliwe już jest dekorowanie choinki i domostwa. Tego dnia dzieciom wolno jeść słodycze i ciasta;
- 24 grudnia – Wigilia. Tradycyjnie tego dnia wystawia się szwedzki stół, na którym może pojawić się sztokfisz (lutfisk) w sosie śmietanowym, sałatka ogórkowa, sałatka ze śledzi, sałatka z kapusty, szynka, tradycyjne chrupkie pieczywo ze skandynawskim serem, po czym podaje się pudding ryżowy. Osoby, które nie czują się syte, mogą później jeść ciasteczka, które spożywa się też rankiem następnego dnia po śniadaniu, i gorącą czekoladę. Zwierzętom również podaje się w tym czasie specjalne pożywienie, jeśli jest to możliwe;
- 25 grudnia – dzień Bożego Narodzenia, podczas którego chrześcijanie idą do kościoła, zaś osoby niepraktykujące chrześcijaństwa mogą składać ofiary duchom drzew. Popularne są anglo-celtyckie tradycje bożonarodzeniowego śniadania;
- 26 grudnia – drugi dzień świąt Bożego Narodzenia, kiedy to odwiedza się członków dalszej rodziny i znajomych, obdarowując ich podarkami;
- 13 stycznia – Dzień Świętego Knuta, stanowiący koniec okresu świątecznego, w którym każdy musi choć raz posłuchać świątecznej muzyki, zjeść resztę świątecznych słodyczy i zdjąć świąteczne dekoracje.

### Szetlandy
Na należących do Szkocji Szetlandach za początek święta nazywanego tam Yules uważa się dzień 18 grudnia. Święto kończy się 18 stycznia, a główne uroczystości odbywają się 31 grudnia. Reszta Szkocji przyjęła nazywać obchody wigilii Nowego Roku „Hogmanay” (co jest również nazwą noworocznych prezentów).

### Neopoganie
Odłamy neopogańskie o różnych korzeniach różnią się pod względem święta Jul, mimo tej samej nazwy. Niektóre grupy świętują w sposób zbliżony do tego, w jaki – według ich wierzeń – świętowały starożytne plemiona germańskich pogan. Inne grupy czerpią sposoby obchodzenia Jul z rozmaitych, niezwiązanych ze sobą nawzajem, źródeł, gdzie kultura germańska jest tylko jednym z wielu elementów składowych.

#### Neopogaństwo germańskie
Wśród germańskich grup neopogańskich święto Jul obchodzone jest w grupach dzielących się posiłkiem i obdarowujących upominkami. Istnieją próby rekonstrukcji ocalałych fragmentów opisu obchodów święta w przeszłości, z których każda wprowadza nowe elementy. Wskazuje się jednak na fakt, że nie są to próby rekonstrukcji dawnych sposobów świętowania, gdyż „rekonstruowane” tradycje nigdy całkowicie nie wymarły. Współczesne formy obchodzenia święta tylko usuwają z równania elementy narzucone podczas chrystianizacji ludów Skandynawii.
Grupy, takie jak amerykańska Asatru Folk Assembly praktykują Jul jako święto rozpoczynające się w dniu przesilenia zimowego i trwające 12 dni.

#### Wicca
Wiele odłamów wywodzących się z Wicca skłania się ku źródłom wspominającym święta obchodzone w okresie przesilenia zimowego, konstruując z nich święto podobne w swej naturze do Jul. Do określenia święta używają tej samej nazwy, lecz nie stanowi ono rekonstrukcji świąt obchodzonych przez germańskich pogan. W wierzeniach Wicca znalazły się takie elementy jak wianki, tradycyjnie palone kłody, dekorowanie drzewek, dekorowanie domostw jemiołą, ostrokrzewem czy bluszczem, obdarowywanie prezentami, a nawet kolędowanie – wszystkie te elementy uznawane są za święte. Niektóre grupy upamiętniają w ten sposób powrót słońca pod postacią Freya. W większości tradycji wywodzących się z religii Wicca święto pochodzące od Jul obchodzi się również jako czas ponownych narodzin Wielkiego Bóstwa, przychodzącego pod postacią nowego słońca, rodzącego się przy przesileniu.